# Южный Парк (20-й сезон)
Двадцатый сезон американского анимационного телесериала «Южный Парк» впервые транслировался в США на телеканале Comedy Central с 14 сентября по 7 декабря 2016 года. В этом сезоне были запланированы «тёмные недели» (недели, в которые не появлялись новые эпизоды) после третьего эпизода, шестого эпизода и восьмого эпизода.
Джесси Шедин с IGN отметил, что «20-й сезон доказал, что „Южный Парк“ не потерял ни одной из своих красок за эти годы, поскольку шоу было нацелено на всё, от Дональда Трампа до опасного очарования ностальгии. Хотя финалу не удалось должным образом связать всё вместе, способность „Южного Парка“ адаптироваться и корректировать курс к реальным событиям сослужила ему хорошую службу в этом году».

## Актёрский состав

### Основной состав
- Трей Паркер — Стэн Марш / Эрик Картман / Рэнди Марш / П.К. Директор / мистер Гаррисон / Клайд Донован / мистер Маки / Стивен Стотч / Джимми Волмер
- Мэтт Стоун — Кайл Брофловски / Кенни Маккормик / Баттерс Стотч / Джеральд Брофловски / Крэйг Такер / Джимбо Керн
- Эйприл Стюарт — Лиэн Картман / Шелли Марш / Шерон Марш / Венди Тестабургер
- Мона Маршалл — Шейла Брофловски

### Приглашённые звёзды
- Илон Маск в роли самого себя[2]

## Эпизоды
| № общий | № в сезоне | Название                                                                  | Режиссёр    | Автор сценария | Дата премьеры    | Произв. код | Зрители США (млн) |
| --- | ---------- | ------------------------------------------------------------------------- | ----------- | -------------- | ---------------- | ----------- | ----------------- |
| 268 | 1          | «Ягодки-вспоминашки» «Member Berries»                                     | Трей Паркер | Трей Паркер    | 14 сентября 2016 | 2001        | 2.17              |
| Гаррисон продолжает участие в предвыборной гонке. В то же время, правительство просит Джей Джей Абрамса изменить гимн США. |            |                                                                           |             |                |                  |             |                   |
| 269 | 2          | «Охотник на шалав» «Skank Hunt»                                           | Трей Паркер | Трей Паркер    | 21 сентября 2016 | 2002        | 1.58              |
| Мальчики решают покончить с Картманом, тогда как настоящий «Охотник на шалав» начинает массовый террор. |            |                                                                           |             |                |                  |             |                   |
| 270 | 3          | «Проклятый» «The Damned»                                                  | Трей Паркер | Трей Паркер    | 28 сентября 2016 | 2003        | 1.79              |
| Джеральд в восторге от того, что его троллинг массово обсуждается СМИ. |            |                                                                           |             |                |                  |             |                   |
| 271 | 4          | «Сосиски наголо» «Wieners Out»                                            | Трей Паркер | Трей Паркер    | 12 октября 2016  | 2004        | 1.82              |
| Кайл чувствует себя очень виноватым из-за раскола между мальчиками и девочками и, пытаясь исправить ситуацию, делает только хуже. Все мальчики объединяются ради защиты своих прав.                                                 |            |                                                                           |             |                |                  |             |                   |
| 272 | 5          | «Клизма и датчане» «Douche and a Danish»                                  | Трей Паркер | Трей Паркер    | 19 октября 2016  | 2005        | 1.32              |
| Клизма прибегает к сексизму, чтобы проиграть. Школа Южного Парка решает помочь Дании в борьбе с троллями, пока те готовятся к срыву запуска их сайта.                                                                               |            |                                                                           |             |                |                  |             |                   |
| 273 | 6          | «Форт-Коллинс» «Fort Collins»                                             | Трей Паркер | Трей Паркер    | 26 октября 2016  | 2006        | 1.41              |
| Город взломан. Джеральд и Картман могут потерять всё, ведь их интернет-активность станет общедоступной… |            |                                                                           |             |                |                  |             |                   |
| 274 | 7          | «О Боже!» «Oh, Jeez»                                                      | Трей Паркер | Трей Паркер    | 9 ноября 2016    | 2007        | 2.03              |
| П.К. Директор делает ещё одну попытку восстановить мир между мальчиками и девочками. Джеральд сталкивается лицом к лицу с «Охотником на троллей».                                                                                   |            |                                                                           |             |                |                  |             |                   |
| 275 | 8          | «Только для участников» «Members Only»                                    | Трей Паркер | Трей Паркер    | 16 ноября 2016   | 2008        | 1.79              |
| Джеральд пытается любым способом избежать мести от «Охотника на троллей». Картман и Хайди направляются к «SpaceX», чтобы успеть на первую ракету до Марса.                                                                          |            |                                                                           |             |                |                  |             |                   |
| 276 | 9          | «Не смешно» «Not Funny»                                                   | Трей Паркер | Трей Паркер    | 30 ноября 2016   | 2009        | 1.45              |
| Картман убеждает Хайди, что отправка на Марс решит их проблемы, потому что она по-настоящему смешная, Джеральд пытается убедить всех, что он не виновен, а Мистер Гаррисон пытается осознать всю ту военную мощь, что он заполучил. |            |                                                                           |             |                |                  |             |                   |
| 277 | 10         | «Покончим с последовательностью» «The End of Serialization as We Know It» | Трей Паркер | Трей Паркер    | 7 декабря 2016   | 2010        | 1.82              |
| Шейла вот-вот увидит интернет-историю Джеральда. Картман пытается убедить учёных SpaceX, что полёт на Марс — плохая идея. А Кайл и Айк собирают детей вокруг себя, чтобы спасти мир.                                                |            |                                                                           |             |                |                  |             |                   |